# Кабанов, Модест Михайлович
Моде́ст Миха́йлович Каба́нов (19 марта 1926 года — 5 марта 2013 года) — советский и российский психиатр, доктор медицинских наук, профессор. Директор Санкт-Петербургского научно-исследовательского психоневрологического института (1964—2002), заслуженный деятель науки РСФСР (1982).

## Биография
Родился 19 марта 1926 года в Ленинграде.
Во время Великой Отечественной войны остался в блокадном Ленинграде. Работал на одном из заводов города, получил разряд фрезеровщика.
В 1943 году окончил школу рабочей молодёжи, затем поступил в Ленинградский медицинский институт (ныне — Первый Санкт-Петербургский государственный медицинский университет имени академика И. П. Павлова), который окончил в 1948 году.
На вопрос, почему выбрал именно психиатрию, Кабанов ответил:
Время выбирать, куда идти учиться, совпало с блокадными годами. Я мечтал о философии и дипломатии, но в городе тогда функционировал лишь 1-й медицинский институт, да и мама-врач сказала своё веское слово. В конце концов в 1948 году я закончил институт.
В РККА Кабанова не взяли, был признан непригодным к военной службе из-за дистрофии.
В 1949 году был арестован по ложному обвинению за антисоветскую агитацию. 22 месяца находился в одиночной камере, следующие три года провел в лагере в Красноярском крае, где работал врачом в отделении психиатрии.
В марте 1954 года, после развенчания культа личности Сталина был реабилитирован. В 1958 году окончил клиническую ординатуру, в 1962 году защитил кандидатскую диссертацию.
В 1964 году Кабанов возглавил Научно-исследовательский психоневрологический институт имени Бехтерева, на посту руководителя проработал до 2002 года. Являлся главным психиатром Ленинграда.
В 1972 году защитил докторскую диссертацию и стал доктором медицинских наук.
Модест Михайлович возглавлял разработку нового в СССР научного направления реабилитации больных с нервно-психическими заболеваниями. Теоретико-методологические основы этой концепции получили признание также за рубежом и были изложены более 200 научных работах и 8 монографиях.
В 2002 году покинул пост директора Института имени Бехтерева, но продолжил работать в нём главным научным сотрудником.
Автор более 260 научных работ и 11 монографий. Являлся почётным председателем и членом правления Бехтеревского Санкт-Петербургского общества психиатров, членом Президиума Российского общества психиатров, членом психиатрического отделения Ученого Совета Министерства здравоохранения Российской Федерации.
Скончался Кабанов 5 марта 2013 года. Похоронен в Санкт-Петербурге на Серафимовском кладбище .

## Награды
- Орден «За заслуги перед Отечеством» IV степени (29 мая 2001 года) — за большой вклад в развитие медицинской науки и здравоохранения[5]
- Орден Октябрьской Революции[4]
- Орден Трудового Красного Знамени[4]
- Орден «Знак Почёта»[4]
- Звание «Заслуженный деятель науки Российской Федерации»
- медали